# Gens Alfia
La gens Alfia fue una familia de la antigua Roma, conocida desde el siglo I a. C. hasta el siglo I d. C. La gens se conoce principalmente por tres personas, incluido un estadista, un retórico y un poeta latino. Los cognomen de esta familia son Flavio, que significa «dorado» o «amarillo», y Avito, derivado de avus, «abuelo». Flavio parece haber sido hereditario en la familia, mientras que Avito parece haber sido siempre un apodo personal.

## Miembros
- Cayo Alfio Flavio, tribuno de la plebe en 59 y pretor en 54 a. C.[2]
- Alfio Flavio, un joven retórico en la época de Augusto y Tiberio, y maestro de Marco Anneo Séneca.[3]
- Alfio Avito, un poeta latino que se cree que vivió durante el mismo período que Alfio Flavio, y que a veces se supone que fue el mismo hombre.[4]
- Alfio, un historiador, cuyo trabajo sobre la guerra de Troya es mencionado por Sexto Pompeyo Festo.[1]